# Březí (Kelet-prágai járás)
Březí település Csehországban, a Kelet-prágai járásban. Březí Říčany, Babice, Škvorec, Sluštice és Křenice településekkel határos. Lakosainak száma 654 fő (2024. január 1.).

## Népesség
A település lakosságának változását az alábbi diagram mutatja:
| Lakosok száma | 233  | 304  | 368  | 363  | 240  | 344  | 505  | 566  | 692  | 654  |
|               | 1869 | 1900 | 1921 | 1961 | 1980 | 2006 | 2016 | 2019 | 2021 | 2024 |